# Крапчатый суслик
Кра́пчатый су́слик (лат. Spermophilus suslicus) — вид грызунов из рода сусликов семейства беличьих.

## Внешний вид
Один из самых мелких (длина тела 17—26 см) и короткохвостых (хвост 2,9—5,5 см, менее 1/4 длины тела) сусликов. Весит до 500 г. Самцы несколько крупнее самок. Голова довольно крупная, с большими глазами. Ушная раковина редуцирована до кожного валика. Лапы короткие, с длинными подвижными пальцами. Волосяной покров короткий и довольно редкий, прилегающий; только на хвосте волосы длинные и распушенные.
Окраска спины яркая и пёстрая: на основном серо-буроватом или коричневом фоне разбросаны крупные (до 6 мм), беловатые или желтоватые, чётко очерченные крапины, на затылке сливающиеся в рябь. У молодых зверьков крапины могут располагаться рядами. Верх головы одной окраски со спиной, иногда чуть темнее. Глаза окружены светлым кольцом; под глазами коричневые пятна. Горло и голова снизу белые. Брюхо от светло-серого до охристо-желтого. Хвост двухцветный со светлым окаймлением. В пределах ареала общий тон окраски светлеет и тускнеет по направлению к югу.

## Распространение
Распространён в степях и южных лесостепях Восточно-Европейской равнины, от Дуная и Прута до среднего течения Волги. Северная граница ареала соответствует северной границе лесостепи. Южная граница, начинаясь от устья Дуная, идёт по побережью Чёрного моря до Днепра, пересекая его у устья Ворсклы; затем по левому берегу Северного Донца опускается до Луганска, поворачивает на северо-восток и через среднее течение рр. Хопёр и Медведица выходит к Волге у Камышина. Западная граница — по левому берегу Прута к устью Дуная. На востоке граница идёт через устье р. Мокша, вдоль правого берега Оки до Брянска, по левому берегу Десны, через верховья рр. Южный Буг и Днестр. Кроме того, существуют два небольших изолированных очага обитания крапчатого суслика: на северо-западе Украины (Волынская возвышенность) и центре Белоруссии (Несвижский, Столбцовский и Копыльский районы Минской области и Барановичском районе Брестской области).

## Образ жизни и питание
Крапчатый суслик — обитатель ковыльных степей, суходольных лугов и южной части лесостепи. Его исконные местообитания — возвышенные участки целинной степи, в том числе используемые под покосы, выгоны и пастбища. Однако, из-за обширной распашки степей крапчатый суслик оказался вытеснен на «неудоби» — склоны сухих балок, межи, окраины лесополос. В годы высокой численности временно поселяется по обочинам проселочных дорог, в старых садах и виноградниках, по окраинам полей с посевами кукурузы и пшеницы. Низины используются редко и только в качестве кормовых участков.
Живёт крапчатый суслик колониями, как плотными, так и разреженными (по поймам рек, обочинам дорог и т.п.). Попадаются и одиночные зверьки. Каждый взрослый суслик занимает собственную нору. Имеются постоянные и временные (защитные) норы. Первые длиной до 2—3 м, с одним входом и гнездовой камерой на глубине 35 — 128 см. В этих норах суслики зимуют, летуют и выводят потомство. В некоторых случаях норы имеют отнорки и добавочные ходы. Временные норы устроены проще и более мелкие. Крапчатые суслики ведут оседлый образ жизни и не совершают кормовых переселений. Подвижны лишь самцы в период гона и молодняк при расселении.
Состав кормов растительный, насчитывает до 50 наименований с преобладанием злаков (овсяницы, ковыли, овсюги, мятлики) и цветкового разнотравья (клевер, тысячелистник, одуванчик). Ярко выражена сезонная смена диеты. Ранней осенью суслик ест подземные части растений, летом — зелёные части, а осенью — семена. Культурные злаки (рожь, пшеница, в меньшей степени ячмень) поедает на любой стадии вегетации (всходы, стебли, листья, зерно), однако дальше 20—50 м от края поля не заходит. На юге ареала, в период массового лёта жуков, питается и жуками. Запасы делает незначительные — по 200—500 г, на случай летней непогоды (зимой крапчатые суслики не едят). В плотных поселениях в период гона и выхода молодняка наблюдаются случаи каннибализма и некрофагии (поедания сородичей, попавших в капкан).
Крапчатые суслики — дневные зверьки, наиболее активные в утренние и предвечерние часы. Молодняк нагуливает жир практически в течение всего светового дня. Суслики чутко реагируют на погоду: при похолодании и в дождь они не покидают нор. Зимой впадают в спячку. Длится она 6—6,5 месяцев — с сентября — октября по март — апрель. На юге ареала суслик выходит из спячки уже в январе-феврале. Иногда, в жаркие засушливые годы взрослые самцы и яловые самки засыпают уже в июле—августе (эстивация). Летняя спячка постепенно переходит в зимнюю. Молодняк и рожавшие самки в летнюю спячку не впадают. Спит суслик в очень характерной позе — сидя на задних лапах (а не лежа), подогнув голову к брюху и прикрыв её сверху хвостом. За время зимней спячки вес суслика уменьшается почти вдвое, так что неотъевшийся за лето суслик рискует не проснуться.

## Размножение и смертность
Период размножения начинается через 1—1,5 недели после выхода из зимней спячки. Гон длится 2 недели и сопровождается появлением самцов на участках самок. В это время самцы агрессивны — преследуют друг друга, кусаются, «боксируют». Спаривание происходит в норе. Беременность длится 22—27 дней, в выводке 6—8 детёнышей. В начале июня молодые суслики впервые выходят из норы. Затем самка на 3 дня покидает потомство, вынуждая его переходить на питание твёрдыми кормами. Ещё через несколько дней молодняк покидает мать и расселяется по собственным норам.
Крапчатый суслик даёт неплодовитые гибриды с сусликом малым в среднем Поволжье и с сусликом европейским в среднем Приднестровье.
До 70 % молодых зверьков погибает в первый год жизни. Основными причинами смертности являются промерзание почвы, поздняя затяжная весна, влияние человека, хищники и эпизоотии. Крапчатый суслик- основной представитель пищевой цепочки многих хищников: лис, хищных птиц, ласк, хорьков. Они имеют высокую питательную ценность благодаря своему рациону, который включает травы и семена. Благодаря такому рациону, хищники получают много белка важного для их организма. С исчезновением крапчатого суслика, исчезают многие краснокнижные хищные птицы.
Из птиц сусликов добывают обыкновенный канюк, чёрный коршун, полевой лунь, филин, сокол-балобан, пустельга. На молодых зверьков охотятся чайки и аисты. От хищников суслики страдают в основном в летнее время, хотя хорьки выкапывают спящих сусликов и из зимних нор. Продолжительность жизни в природе редко превышает 4 года.

## Эпизоотология
Природный носитель возбудителя туляремии, некоторых глистных инвазий.

## Генетика
По числу хромосом крапчатые суслики в традиционном объёме данного вида могут быть классифицированы на две кариотипические группы: Spermophilus suslicus в узком смысле (34 хромосомы) и Spermophilus odessanus, или Spermophilus suslicus odessanus (36 хромосом). Представители первой группы обитают на левом берегу Днепра, представители второй — на правом. Хотя иногда эти группы считаются отдельными видами, генетические и акустические данные поддерживают единство обеих групп в составе одного вида.

## Взаимодействие с человеком

### Охранный статус
В обзоре Красной книги Международного союза охраны природы (МСОП) от 1996 года крапчатый суслик имеет охранный статус «Уязвимый» (Vulnerable), в обзорах от 2008 и 2021 годов — «Близкий к уязвимому положению» (Near Threatened). В обновлении списков МСОП, опубликованном в 2024 году, крапчатый суслик получил статус «Находящийся на грани полного исчезновения» (Critically Endangered), что было объяснено сокращением численности глобальной популяции вида на 99% за последние 30 лет. По версии МСОП, разрушение среды обитания в результате развития сельского хозяйства, а также из-за изменения климата, ставит весь вид под угрозу исчезновения в ближайшие 20—30 лет.
На Украине в связи с резким сокращением численности и угрозой полного исчезновения в 2009 году крапчатый суслик был включен в Красную книгу. Занесён в Красную книгу РФ (2020 год), как «сокращающийся в численности».

### Хозяйственное значение
Численность крапчатого суслика за последние десятилетия сократилась по причине распашки целинных земель и проводившихся (вплоть до 1980-х гг.) истребительных мероприятий с применением химических средств. На большей части ареала из-за низкой численности, серьёзного вреда сельскому хозяйству суслик не наносит. Иногда вредит хлебным, огородным и садовым культурам, пастбищам, лесным насаждениям. Способствует разрушению почвенного слоя. В настоящее время промыслового значения не имеет.